# La busca
La busca è un film spagnolo del 1966 diretto da Angelino Fons.